# Alles nur nach Gottes Willen
Alles nur nach Gottes Willen (Qu’il en soit toujours selon la volonté de Dieu), (BWV 72) est une cantate religieuse de Johann Sebastian Bach composée à Leipzig en 1726.

## Histoire et livret
Bach compose cette cantate durant son troisième cycle annuel à Leipzig pour le troisième dimanche après l'Épiphanie le 27 janvier 1726. Pour cette destination liturgique, trois autres cantates ont franchi le seuil de la postérité : les BWV 73, 111 et 156. Les lectures prescrites étaient Rom. 12|17-21 et Mat. 8|1-13. Le texte avait été publié dès 1715 à Weimar par Salomon Franck dans les « Evangelisches Andachts-Opffer ». Bach le mit en musique à Leipzig comme il l'avait fait pour la cantate Ihr, die ihr euch von Christo nennet BWV 164. Le choral final Was mein Gott will, das g’scheh allzeit avait été écrit par Albrecht von Brandenburg en 1547. La mélodie de Claudin de Sermisy parut d'abord en 1528 dans la collection de chants « Trente et quatre chansons ». Bach avait utilisé le choral l'année précédente pour sa cantate chorale Was mein Gott will, das g'scheh allzeit BWV 111 pour le même dimanche.
Bach utilisa le chœur d'ouverture plus tard dans le Gloria de sa  Messe in sol mineur, BWV 235. 

## Structure et instrumentation
La cantate est écrite pour deux hautbois, deux violons, alto et basse continue, quatre solistes, (soprano, alto, ténor, basse) et chœur à quatre voix.
Il y a six mouvements :
1. chœur : Alles nur nach Gottes Willen
2. récitatif et arioso (alto, violons) : O selger Christ, der allzeit seinen Willen
3. aria (alto, violons) : Mit allem, was ich hab und bin
4. récitatif (basse) : So glaube nun
5. aria : (soprano, hautbois, cordes): Mein Jesus will es tun, er will dein Kreuz versüßen
6. choral : Was mein Gott will, das g'scheh allzeit

## Musique
Bien que Franck ait écrit le premier mouvement en aria, Bach le composa en tant que chœur introduit par une ritournelle instrumentale dominée pendant deux mesures par des figurations des violons, elles-mêmes reprises finalement par le continuo. Les voix reprennent les figurations sur le mot « alles », la soprano d'abord, puis s'imitent mutuellement mesure après mesure. Une section centrale assez calme sur les mots « Gottes Wille soll mich stillen » est chantée par les voix en imitation canonique accompagnées par l'orchestre. Les paroles suivantes « bei Gewölk und Sonnenschein » sont illustrées de figurations comme au début mais commencent dans le registre plus grave de la basse. 
Dans son arrangement du Gloria pour la Messe en sol mineur, Bach ne reprend pas la première ritournelle mais adapte les mots «  Gloria in excelsis Deo » pour la première partie, « Et in terra pax » pour la partie centrale et « Laudamus te » pour la dernière partie.
Le premier récitatif commence secco puis se développe en arioso sur les mots « Herr, so du willt » qui sont répétés neuf fois, chaque fois avec une ligne de continuo différente culminant sur « so sterb ich nicht ».
L'aria suivante commence immédiatement avec la voix pour assurer la continuité avec le récitatif qui précède, suivie d'une ritournelle inhabituelle, une fugue avec les deux violons et le continuo.
Dans la deuxième aria au caractère dansant, les instruments jouent une ritournelle et la répètent après un court passage chanté : « Mein Jesus will es tun, er will dein Kreuz versüßen ». Dans la partie principale, la voix est insérée dans la ritournelle. Les paroles de la partie centrale, « Obgleich dein Herze liegt in viel Bekümmernissen » sont chantées sur le mode mineur. Après une dernière ritournelle, le chanteur répète « mein Jesus will es tun » comme une affirmation finale.

## Source
- (de) Cet article est partiellement ou en totalité issu de l’article de Wikipédia en allemand intitulé « Alles nur nach Gottes Willen » (voir la liste des auteurs).